# Шалагинов, Вениамин Константинович
Вениамин Константинович Шалагинов (22 декабря 1909 (4 января 1910), станция Иннокентиевская — 4 марта 1981, Новосибирск) — советский юрист, писатель. Член Союза писателей СССР (1968). Автор основанных на материалах судебных процессов книг «Судья», «Конец атамана Анненкова» и «Защита поручена Ульянову».

## Биография
Родился в семье рабочего литейного цеха паровозного депо.
Окончив в 1926 году среднюю школу поступил на факультет права Иркутского государственного университета, который окончил в 1930 году и был оставлен там ассистентом на кафедре.
По комсомольской мобилизации направлен в судебные органы — вначале был народным судьей в Братском остроге (г. Братск), вскоре стал членом Восточно-Сибирского краевого суда, затем помощником прокурора того же края, и начальником управления наркомата юстиции Иркутской области.
В 1939 году вступил в ВКП(б), в том же году уволился с государственной службы и перешел на работу журналистом: корреспондент «Восточно-Сибирской правды» в Красноярске, затем «Известий» в Казани.
В годы Великой Отечественной войны был призван в РККА — военный судья, член трибунала гарнизона, председатель трибунала дивизии.
После войны продолжил службу в органах военного правосудия. Будучи в 1956 году Заместителем председателя Военного трибунала Сибирского Военного Округа полковник юстиции В. К. Шалагинов подписал справку о посмертной реабилитации «за отсутствием состава преступления» расстрелянного в 1939 году по обвинению в шпионаже в пользу Японии писателя В. А. Итина.
В 1962 году уволен по выслуге лет в звании полковника юстиции.
Занимался литературной работой. В 1968 году принят в Союз писателей СССР.
Умер в 1981 году в Новосибирске. Похоронен на Заельцовское кладбище (квартал 47в).

…Литературе я отдал часы, юстиции — сутки. Был следователем, народным судьей, юрисконсультом, прокурором, начальником управления юстиции области, членом и председателем судов и трибуналов. Катил всю жизнь два колеса и «навсегда» остался юристом, как впрочем, «навсегда» остался и литератором. … Мне хотелось бы родиться еще раз, в каком-то другом году, поближе к двухтысячному, чтобы оглядеть океан новой жизни и почитать книжки, которые напишут новые поколения.— Вениамин Константинович Шалагинов

## Награды
Награжден Орденом Красной Звезды, медалями «За боевые заслуги» и «За доблестный труд» и другими.
Лауреат премии Новосибирского комсомола 1970 года (за книгу «Защита поручена Ульянову»).

## Творчество
Печатался начал с 1935 года — первые стихи и рассказы опубликованы в иркутском журнале «Будущая Сибирь». До войны напечатал четыре рассказа.
После войны написал книгу «Судья» (1952), изданию которой предшествовала публикация в «Новом мире» (1951) и в библиотечке «Огонька», книга была напечатана в польском журнале «Приязнь», трижды переиздавалась московским Госюриздатом, вышла отдельным изданием в Венгрии и Румынии.

Помнится, кто-то сравнивал советского судью с лесоводом. Какая это верная параллель! Вот здесь надо выкорчевать старый, трухлявый пень, срезать сухую ветку, которая калечит дерево. Вон там — освободить молодую поросль от разбойных сорняков, закрывающих над нею чистое, ясное небо. А вот пошатнувшееся деревцо. Оно требует твёрдой участливой руки — надо поставить подпорку, присыпать свежей землёй оголившиеся корни… Так и советский судья. Он живёт в цветущем молодом саду советского общества.— из книги «Судья», первая публикация в журнале «Новый мир» № 4 за 1951 год
Книга получила признание не только литературных критиков, но и стала цитируемой в работах по юриспруденции:

Судебная практика дает огромный материал. Свидетельство тому — очерк В. Шалагинова «Судья». В. Шалагинов не литератор-профессионал. Он — судебный работник. Ему захотелось рассказать о жизни и деятельности сибирского судьи Николая Александровича Елизарьева, с которым он связан многими годами совместной работы.— журнал «Октябрь», 1952 год

В. Шалагинов показывает, что наш суд — прямая противоположность суду буржуазному. Он раскрывает революционный, социалистический характер советского правосудия. В центре «Воспоминаний» — Елизарьев — вдумчивый, самокритичный, любящий свою работу судья. Он прошел большой жизненный путь — от судебного курьера до члена Областного суда.— журнал «Звезда», 1952 год

Советский закон, — правильно отмечает В. Шалагинов, — достаточно требователен ко всем — и к людям старшего поколения, и к молодежи. Но в то же время он полон истинной человечности, особенно в применении к малолетним правонарушителям.— Г. А. Кригер — Ответственность за хищение государственного и общественного имущества по советскому уголовному праву. — Издательство МГУ, 1957—206 с. — стр. 188
В 1964 году в Воениздате вышла книга новелл «Перед лицом закона: Заметки военного юриста».
Автор ряда книг о значительных судебных процессах.
Так книга «Конец атамана Анненкова» (1969) основана на материалах судебного процесса над атаманом, восстановил картину чудовищных зверств и произвола, которые учинялись Анненковым и ему подобными над рабочими и крестьянами Сибири.

Недавно в Новосибирске вышла интересная брошюра В. Шалагинова о конце «черного атамана». Автор, еще молодым студентом, видел Анненкова на суде. Он перелистал шесть томов допросов, решив выяснить: какое же слово произнес тогда атаман? Конечно, протоколы суда его не зафиксировали. Шалагинов пришел к мысли, что это страшное слово может быть только местного происхождения. И он нашел это слово — вот оно: «Карагач»! Шалагинов стал выяснять смысл этого слова и узнал, что так назывался город, КОТОРОГО НИКОГДА НЕ СУЩЕСТВОВАЛО. А между тем он. был! Все-таки был он, проклятый!— Валентин Пикуль, новелла «Был город, которого не было»
Книга «Последние» основана на материалах судебного процесса в Новониколаевске над белыми генералами Бакичем, Смольниным, Тервандом, Степановым-Разумником и их сообщниками.
Отдельное направление работы — исследование биографии В. И. Ульянова (Ленина) как юриста. Этой темой писатель заинтересовался ещё будучи студентом, взяв её темой своей дипломной работы ещё в 1928 году, но получил запрет заниматься этой темой. Шалагинов стал заниматься поиском источников по личной инициативе, продолжив поиск архивов и свидетелей уже будучи прокурором и судьей. За тридцать лет собрал 18 папок протокольных записей судебных заседаний в которых участвовал Ленин. Работа вылились в книгу «Защита поручена Ульянову» (1967) основанной на документах судебных процессов в которых участвовал В. Ульянов, а также ряда статей в журналах.

Новосибирец Вениамин Шалагинов, юрист по образованию и многолетней практике, написал книгу «Защита поручена Ульянову». Как известно, двадцатитрехлетний Владимир Ульянов, получив университетский диплом, вел адвокатские дела… Эта сторона биографии Ленина исследовалась до В. Шалагинова очень мало.— Литературное обозрение, 1975 год

Новым словом является книга Вениамина Шалагинова «Защита поручена Ульянову». … Вениамин Шалагинов воссоздал обстановку того времени, и за судебными папками мы увидели живого Владимира Ульянова, страстного защитника обездоленных, с блеском одерживавшего победу над коронным судом.— А. Л. Коптелов, из речи на Третьем съезде писателей РСФСР, 1970 год

Слава Богу, наш писатель-сибиряк побывал в ценных архивах задолго до Волкогонова и других перелицовщиков истории. Его небольшая книжка «Защита поручена Ульянову» (Новосибирск, 1967) стала заметным событием в литературе о Ленине. Я не только читал её, но имел возможность не раз слушать живые рассказы автора об этой его работе. Вениамин Константинович был достойный и принципиальный человек. Он не приобрел ученых степеней, но имел дар ответственного служения Истине. Шалагинов не промолчал бы подобно многим нынешним «специалистам по Ленину», доведись ему читать ахинею жадных до сенсаций волкогоновых.— В. И. Зеленский, главный редактор журнала «Сибирские огни»
Последняя книга писателя — роман «Кафа» (1979) рассказывает о крахе колчаковщины в Сибири, в центре повествования — образ юной Ольги Батышевой, революционерки-подпольщицы с партийной кличкой «Кафа», приговоренной колчаковцами к смертной казни.